# Administrateur de la santé publique des États-Unis
L'administrateur de la santé publique des États-Unis (en anglais : Surgeon General of the United States), parfois dit chirurgien général des États-Unis (traduction littérale), est le chef opérationnel du Corps commissionné des services de Santé publique des États-Unis (en), le service en uniforme du Service de santé publique des États-Unis et l'un des huit services en uniforme des États-Unis.
L'administrateur est le principal porte-parole du gouvernement fédéral des États-Unis pour les questions de santé publique. Le bureau et le personnel de l'administrateur de la santé publique sont connus sous le nom de Office of the Surgeon General (OSG), qui est hébergé au sein du bureau du secrétaire adjoint à la Santé.
L'administrateur de la santé publique des États-Unis est nommé par le président des États-Unis et confirmé par le Sénat. Il doit être choisi parmi les personnes qui sont membres du corps régulier du Service de santé publique des États-Unis et ont une formation spécialisée ou une expérience significative en matière de programmes de santé publique. L'administrateur a un mandat de quatre ans. Selon que l'actuel secrétaire adjoint à la Santé est un officier membre du Service de la santé publique, il est l'officier supérieur ou suivant le plus gradé du corps commandé, portant le titre de vice amiral,. 

## Responsabilités
L'administrateur de la santé publique des États-Unis relève du secrétaire adjoint à la Santé. Il peut être vice-amiral trois étoiles ou amiral quatre étoiles. Il est le principal conseiller du secrétaire à la Santé et aux Services sociaux pour les questions scientifiques et de santé publique. L'administrateur de la santé publique est le chef d'un corps de 6 500 professionnels de la santé en uniforme. Ceux-ci sont en service 24 heures sur 24 et peuvent être déployés par le secrétaire ou le secrétaire adjoint à la Santé en cas d'urgence de santé publique. 
L'administrateur de la santé publique est également l’autorité suprême en matière d’attribution de plusieurs prix et décorations relatifs à la santé publique, dont le plus important est la médaille de l'Administrateur de la santé publique (la plus haute distinction décernée est la médaille pour services extraordinaires rendus aux services de santé publique). L'administrateur de la santé publique a également de nombreuses tâches moins formelles, telles que l'instruction du public américain sur les questions de santé et les recommandations sur les modes de vie sains.
Le bureau émet aussi périodiquement des avertissements de santé. L'exemple le plus connu est peut-être l'étiquette de mise en garde de l'administrateur de la santé publique, présente sur tous les paquets de tabac américains depuis 1966. Un avertissement de santé similaire est apparu sur les étiquettes des boissons alcoolisées depuis 1988. 

## Histoire

Sceau du Service de santé publique américain, 1798.

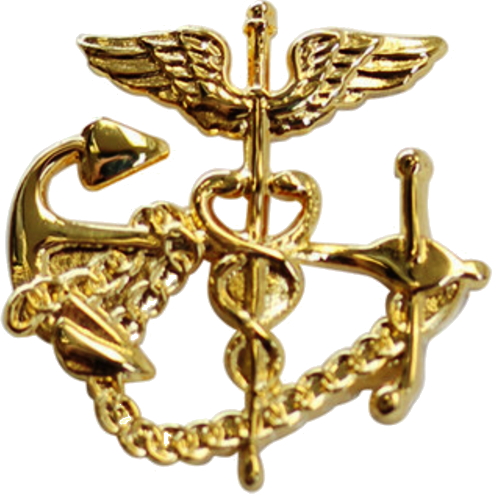
Insigne des services de santé publique des États-Unis.

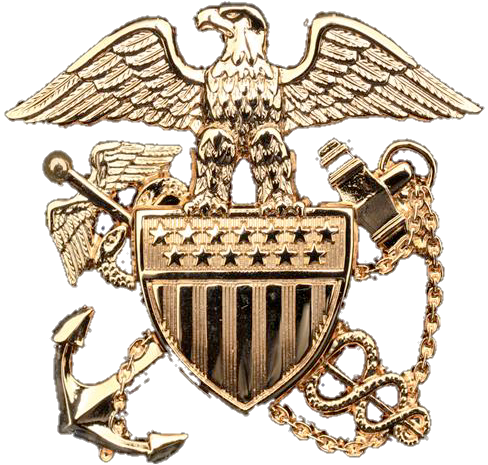
Écusson des services de santé publique des États-Unis.

Les étoiles, les épaulettes et les galons sur les manches de l'administrateur de la santé publique des États-Unis.

En 1798, le Congrès établit le Marine Hospital Fund, un réseau d'hôpitaux accueillant des marins malades et handicapés. Le Fonds des hôpitaux de la marine est réorganisé sur un modèle militaire en 1870 et devient le service des hôpitaux de la marine, prédécesseur du Service de santé publique des États-Unis. Le service est devenu un bureau séparé du département du Trésor avec son propre personnel, son administration, son siège à Washington et le poste de superviseur de la santé publique (devenu par la suite « administrateur de la santé publique »). 
Après 141 ans sous la tutelle du département du Trésor, le service passe sous l'autorité de la Federal Security Agency (en) en 1939, puis sous celle du département de la Santé, de l'Éducation et des Services sociaux des États-Unis (HEW) en 1953 et enfin du département de la Santé et des Services sociaux des États-Unis (HHS). 
Certains administrateurs de la santé publique se distinguent par leur franc-parler ou par la promotion de propositions controversées sur la manière de réformer le système de santé américain[réf. nécessaire]. Le bureau n'est cependant pas particulièrement puissant et a peu d'impact statutaire direct sur l'élaboration des politiques, mais les administrateurs sont souvent des porte-voix de politiques de santé sans précédent, prévoyantes, non conventionnelles ou même impopulaires.
Le 11 janvier 1964, le contre-amiral Luther Leonidas Terry, MD, publie un rapport historique affirmant que fumer pouvait être dangereux pour la santé suscitant des engagements nationaux antitabac. Terry et son comité postulent cependant que l'usage de la cigarette contenant de la nicotine ne créait pas de dépendance. Le comité était composé en grande partie de médecins, fumeurs eux-mêmes. Ce rapport n'est pas corrigé pendant 24 ans. 
En 1986, le rapport du vice-amiral Charles Everett Koop sur le sida préconise une forme d'éducation sur le sida dès les premières années de l'école élémentaire et soutient pleinement l'utilisation de préservatifs pour la prévention des maladies. Il résiste également aux pressions exercées par l'administration Reagan voulant que l'avortement soit reconnu comme « psychologiquement nocif pour les femmes », statuant qu'il s'agissait d'un « problème moral plutôt que d'un problème de santé publique ». 
En 1994, la vice-amirale Joycelyn Elders prend la parole lors d’une conférence des Nations unies sur le sida. On lui a demandé s'il serait approprié de promouvoir la masturbation comme moyen d'empêcher les jeunes de s'adonner à des activités sexuelles plus risquées. Elle répond alors : « Je pense que cela fait partie de la sexualité humaine et que cela devrait peut-être être enseigné ». Elle s'est également prononcée en faveur de l'étude de la légalisation des drogues et dans une référence à la question nationale de l'avortement, déclare : « Nous devons vraiment dépasser cette histoire d'amour avec le fœtus et commencer à nous inquiéter pour les enfants ». À la suite de positions jugées trop « libérales » notamment sur l'accès à la contraception en milieu scolaire, le président Bill Clinton lui demande de remettre sa démission en décembre 1994. 
L'armée de terre, la marine et l'armée de l'air des États-Unis ont également des officiers chargés des questions médicales dans leurs services respectifs ; ils portent le titre de « médecin général ».
Les insignes d'administrateur de la santé publique et de l'USPHS utilisent le caducée d'Hermès ou Mercure plutôt que le bâton d'Asclépios ou d'Esculape, utilisé par d'autres professionnels de santé aux États-Unis.
L'administrateur de la santé publique est un officier du Corps de la Santé publique des États-Unis, l'un des huit services en uniforme des États-Unis. Selon la loi, il occupe le rang de vice amiral. Les officiers du Corps de Santé publique sont classés comme non combattants, mais peuvent être soumis au Code de justice militaire et aux Conventions de Genève lorsqu'ils sont désignés par le commandant en chef comme une force militaire ou s'ils sont détachés ou assigné à travailler avec les forces armées. Les officiers membres de ces services portent des uniformes similaires à ceux de la marine américaine, à ceci près que les décorations, boutons et insignes sont uniques. Les officiers du Service de santé publique des États-Unis portent des insignes distincts, similaires à ceux des officiers d'état-major de la marine américaine (notamment le Corps du service médical de la marine ou le Corps des approvisionnements). 
Le seul administrateur de la santé publique à détenir le rang d'amiral quatre étoiles était David Satcher (1998-2002). En effet, il exerce simultanément les fonctions d'administrateur de la santé publique (trois étoiles) et de sous-secrétaire à la Santé (poste à quatre étoiles). 
John Maynard Woodworth (1837-1879), en poste de 1871 à 1879, premier titulaire du bureau en tant que « chirurgien superviseur », est le seul administrateur de la santé publique à ne pas avoir occupé de rang de cette nature.

## Administrateurs de la santé publique des États-Unis
| N°                                           | Nom                                              | Photo            | Période          | Période                  | Président                         |
| N°                                           | Nom                                              | Photo            | Début            | Fin                      | Président                         |
| -------------------------------------------- | ------------------------------------------------ | ---------------- | ---------------- | ------------------------ | --------------------------------- |
| 1                                            | John M. Woodworth (1837-1879)                    |                  | 29 mars 1871     | 14 mars 1879             | Ulysses S. Grant (1869-1877)      |
| 2                                            | RADM John B. Hamilton (1847-1898)                |                  | 3 avril 1879     | 1er juin 1891            | Rutherford B. Hayes (1877-1881)   |
| 3                                            | RADM Walter Wyman (1848-1911)                    |                  | 1er juin 1891    | 21 novembre 1911         | Benjamin Harrison (1889-1893)     |
| 4                                            | RADM Rupert Blue (1868-1948)                     |                  | 13 janvier 1912  | 3 mars 1920              | William Howard Taft (1907-1913)   |
| 5                                            | RADM Hugh S. Cumming (1869-1948)                 |                  | 3 mars 1920      | 31 janvier 1936          | Woodrow Wilson (1913-1921)        |
| 6                                            | RADM Thomas Parran, Jr. (1892-1968)              |                  | 6 avril 1936     | 6 avril 1948             | Franklin D. Roosevelt (1933-1945) |
| 7                                            | RADM Leonard A. Scheele (1907-1993)              |                  | 6 avril 1948     | 8 août 1956              | Harry S. Truman (1945-1953)       |
| 8                                            | RADM Leroy Edgar Burney (1906-1998)              |                  | 8 août 1956      | 29 janvier 1961          | Dwight D. Eisenhower (1953-1961)  |
| 9                                            | RADM Luther Terry (1911-1985)                    |                  | 2 mars 1961      | 1er octobre 1965         | John F. Kennedy (1961-1963)       |
| 10                                           | VADM William H. Stewart (1921-2008)              |                  | 1er octobre 1965 | 1er août 1969            | Lyndon B. Johnson (1963-1969)     |
|                                              | RADM Richard A. Prindle (c. 1926-2001) (intérim) |                  | 1er août 1969    | 18 décembre 1969,        | Richard Nixon (1969-1974)         |
| 11                                           | RADM Jesse Leonard Steinfeld (1927-2014)         |                  | 18 décembre 1969 | 30 janvier 1973          | Richard Nixon (1969-1974)         |
|                                              | RADM S. Paul Ehrlich, Jr. (1932-2005) (intérim)  |                  | 31 janvier 1973  | 13 juillet 1977          | Richard Nixon (1969-1974)         |
| 12                                           | VADM Julius B. Richmond (1916-2008)              |                  | 13 juillet 1977  | 20 janvier 1981          | Jimmy Carter (1977-1981)          |
|                                              | RADM John C. Greene (1936-2016) (intérim)        |                  | 21 janvier 1981  | 14 mai 1981              | Ronald Reagan (1981-1989)         |
|                                              | Edward Brandt, Jr. (1933-2007) (intérim)         |                  | 14 mai 1981      | 21 janvier 1982          | Ronald Reagan (1981-1989)         |
| 13                                           | VADM Charles Everett Koop (1916-2013)            |                  | 21 janvier 1982  | 1er octobre 1989         | Ronald Reagan (1981-1989)         |
|                                              | ADM James O. Mason (1930-2019) (intérim)         |                  | 1er octobre 1989 | 9 mars 1990              | George H. W. Bush (1989-1993)     |
| 14                                           | VADM Antonia C. Novello (née en 1944)            |                  | 9 mars 1990      | 30 juin 1993             | George H. W. Bush (1989-1993)     |
|                                              | RADM Robert A. Whitney (né en 1935) (intérim)    |                  | 1er juillet 1993 | 8 septembre 1993         | Bill Clinton (1993-2001)          |
| 15                                           | VADM Joycelyn Elders (née en 1933)               |                  | 8 septembre 1993 | 31 décembre 1994         | Bill Clinton (1993-2001)          |
|                                              | RADM Audrey F. Manley (née en 1934) (intérim)    |                  | 1er janvier 1995 | 1er juillet 1997         | Bill Clinton (1993-2001)          |
| 16                                           | ADM / VADM David Satcher (né en 1941)            |                  | 13 février 1998  | 12 février 2002          | Bill Clinton (1993-2001)          |
|                                              | RADM Kenneth P. Moritsugu (né en 1945) (intérim) |                  | 13 février 2002  | 4 août 2002              | George W. Bush (2001-2009)        |
| 17                                           | VADM Richard Carmona (né en 1949)                |                  | 5 août 2002      | 31 juillet 2006          | George W. Bush (2001-2009)        |
|                                              | RADM Kenneth P. Moritsugu (né en 1945) (intérim) |                  | 1er août 2006    | 30 septembre 2007        | George W. Bush (2001-2009)        |
| RADM Steven K. Galson (né en 1956) (intérim) |                                                  | 1er octobre 2007 | 1er octobre 2009 |                          | George W. Bush (2001-2009)        |
| RADM Donald L. Weaver (intérim)              |                                                  | 1er octobre 2009 | 3 novembre 2009  | Barack Obama (2009-2017) |                                   |
| 18                                           | VADM Regina Benjamin (née en 1956)               |                  | 3 novembre 2009  | Barack Obama (2009-2017) | 16 juillet 2013                   |
|                                              | RADM Boris D. Lushniak (intérim)                 |                  | 17 juillet 2013  | Barack Obama (2009-2017) | 18 décembre 2014                  |
| 19                                           | VADM Vivek Murthy (né en 1977)                   |                  | 18 décembre 2014 | Barack Obama (2009-2017) | 21 avril 2017                     |
|                                              | RADM Sylvia Trent-Adams (intérim)                |                  | 21 avril 2017    | 5 septembre 2017         | Donald Trump (2017-2021)          |
| 20                                           | VADM Jerome Adams (né en 1974)                   |                  | 5 septembre 2017 | 20 janvier 2021          | Donald Trump (2017-2021)          |
|                                              | RADM Susan Orsega (intérim)                      |                  | 26 janvier 2021  | 24 mars 2021             | Joe Biden (2021-2025)             |
| 21                                           | VADM Vivek Murthy (né en 1977)                   |                  | 25 mars 2021     | 20 janvier 2025          | Joe Biden (2021-2025)             |
|                                              | RADM Denise Hinton (intérim)                     |                  | 25 janvier 2025  | En fonction              | Donald Trump (depuis 2025)        |

## Sources
- (en) Cet article est partiellement ou en totalité issu de l’article de Wikipédia en anglais intitulé « Surgeon General of the United States » (voir la liste des auteurs).